# Fundación Jujuy Vóley
Fundación Jujuy Vóley, también conocido como Jujuy Vóley, es un equipo de voleibol perteneciente a la ciudad de San Salvador de Jujuy en la provincia de Jujuy, Argentina. Fue fundado en 2008 y su equipo masculino participa en la Liga A2 de Vóley Argentino, segunda categoría nacional.
En 2018 logró el ascenso a la Liga A1 al vencer en semifinales a Policial de Formosa. Días más tarde venció en la final a San Martín de Formosa y se proclamó campeón de la Liga A2 de 2018. A pesar del logro no participó en la máxima categoría por no contar con recursos económicos suficientes. En 2019 nuevamente llegó a la final del torneo y nuevamente logró el ascenso a la máxima división.

## Historia

### Primeros pasos en el vóley nacional
En octubre de 2009 el equipo disputó la Liga Regional A3 ocupando la plaza que la Sociedad Sirio-Libanesa de Jujuy había ganado y se proclamó campeón. La base de ese equipo fue la que disputó la temporada 2009-2010 de la Liga A2, a la cual la dirigió Carlos Muro. De cara a la Liga A2 se oficializó la sede en la cual el equipo disputaría sus partidos, el Complejo José Hernández, y la temporada comenzó a finales de noviembre de 2009. El equipo integró la zona 1 con Chovet Vóley, Argentino de Marcos Juárez, Gimnasia y Esgrima de Santa Fe y Metropolitano Norte de Santa Fe. El debut fue ante Metropolitano Norte de Santa Fe al cual venció 3 a 0 como local. Tras jugar 16 partidos y ganar en 9 terminó cuarto de su zona, clasificando a play-offs y siendo emparejado con Pescadores de Gualeguaychú, mejor equipo de la zona 2, en una serie con formato 1-2, jugando primero como local y cerrando la serie visitando dos veces. El primer partido se jugó en Jujuy y allí ganó el visitante 3 a 0 (19-25, 15-25, 26-28), y el segundo juego, fue en Gualeguaychú, donde ganó el local 3 a 2 (18-25; 27-25; 21-25; 25-21; 15-7) y eliminó al equipo jujeño. Posteriormente Pescadores fue campeón del torneo.
En 2010 participó de la temporada 2010-2011 de la Serie A2 que contó con siete equipos en formato de todos contra todos. Fueron partícipes del torneo la Selección menor, MSM Bella Vista, Colón de Santa Fe, Metropolitano Norte de Santa Fe, Catamarca Vóley y Chovet Vóley. El entrenador fue nuevamente Carlos Muro y el equipo no logró el ascenso a pesar de terminar la fase regular del torneo segundo, ya que perdió la semifinal ante MSM Bella Vista.

### Primer año en la Serie A1
En 2011 participó en la temporada 2011-2012 de la Liga A1 al haber adquirido una plaza vacante que la máxima división tenía. El equipo fue conducido por Carlos Muro y se desembolsó 1,5 millones de pesos. El estadio que se utilizó fue el de la Federación de Básquet de Jujuy.
La temporada comenzó con la Copa ACLAV 2011 y se disputó con formato de tres «grand-prix» en tres semanas. Jujuy solo pudo ganar el último partido que jugó, ante PSM Vóley, y quedó eliminado del torneo. Luego se jugó la temporada regular de la Liga donde el equipo tan solo ganó 4 partidos de 22 jugados y terminó último, descendiendo automáticamente.

### Otra temporada en el ascenso y varios años sin participar
En la temporada 2012-2013 y tras el descenso el equipo integró la Zona 2 de la A2 junto con Polideportivo Carlos Paz, Municipalidad de Dean Funes, Municipalidad de Tunuyán, Mendoza de Regatas, Obras Pocito y Bancario de Salta. Nuevamente dirigido por Carlos Muro, el equipo no logró buenos resultados y terminó penúltimo en su grupo, con 4 victorias en 12 partidos. Ese resultado lo clasificó a un cuadrangular que servía para acceder a semifinales donde, en La Plata, compartió grupo con el local La Plata Vóley, Escuela Madrynense de Vóley y Obras Pocito. Los «diablos azules» perdieron ante el local 3 a 2, le ganó 3 a 1 al equipo madrynense y perdió ante el equipo sanjuanino 3 a 1 y quedó eliminado del torneo.

A esta altura ya somos un equipo con historia y trayectoria en la Liga Argentina, habiendo participado en la A1 y la A2. Hoy cerramos esta etapa capitalizando nuestra experiencia en el torneo y cumpliendo — ésta edición principalmente — con nuestra premisa de fortalecer el desarrollo de los jugadores jujeños.
Lucas Pizarro, director deportivo del equipo, ex jugador.

A pesar de los resultados, el proyecto no disputó más temporadas en el vóley nacional hasta 2018.

### Retorno al vóley nacional y dos ascensos a la máxima división
Tras unos años sin participar en la segunda división, Jujuy Vóley volvió a la Liga A2 en la temporada 2017.

Es algo emocionante volver a jugar la Liga, sobre todo por el plantel que tenemos ya que el 90% de los jugadores son jujeños, sólo tenemos tres refuerzos. Apenas supimos la posibilidad de que Jujuy juegue una nueva Liga planteamos nuestra incondicionalidad. No hay como jugar en la casa de uno, con la gente que nos apoyó tanto en las Ligas anteriores.
Mariano Muro, jugador del equipo.

En esa temporada el entrenador fue Miguel «Tucu» Juárez. El equipo integró la zona C junto con Central Norte de Salta, Monteros Vóley Club, Villa Dora, Club Rosario, CoDeBa de San Juan y Municipalidad de General San Martín, Mendoza. Al cabo de ocho weekends donde el equipo ganó 8 partidos de los 12 disputados, quedó tercero de su zona y avanzó de fase. En la segunda fase integró la zona H, que con formato de cuadrangular, se jugó en la cancha de Vélez Sarsfield y allí se enfrentó con, además del local, Estudiantes de La Plata y Policial de Catamarca. El equipo no ganó partido alguno y quedó último del grupo y eliminado del torneo.
El equipo comenzó la temporada 2018 integrando una zona con Central Norte de Salta, La Calera, Rivadavia, UVT de San Juan, Banco Hispano de San Juan y Tunuyán de Mendoza. Tras terminar cuarto en su grupo, producto de 7 victorias y 5 derrotas, una en tie-break, accedió a la siguiente ronda. La siguiente ronda fue un cuadrangular en el estadio de UVT de San Juan junto con el local, San Martín de Formosa, Villa Dora de Santa Fe. Al ganarle a UVT y Villa Dora, y caer 3 a 2 con el equipo formoseño, accedió a la siguiente ronda. La tercera ronda fue un cuadrangular donde Jujuy Vóley fue local y recibió a San Martín de Formosa, a Paracao de Entre Ríos y a San Lorenzo de Almagro, Buenos Aires. El local ganó los tres partidos que disputó y accedió a semifinales. La semifinal fue ante Policial de Catamarca y arrancó como visitante. El primer encuentro lo ganó el visitante, Jujuy Vóley, 3 a 0 (24-26, 18-25, 22-25) y el segundo encuentro, en el «Club Deportivo Lujan», en San Salvador de Jujuy, el local ganó nuevamente 3 a 0 (25-19, 25-21, 25-19) y logró el acceso a la final y el ascenso a la Liga A1. La final fue ante San Martín de Formosa y la serie arrancó en Formosa el 6 de abril, donde el local comenzó ganando 2 a 0 y sin embargo los diablos azules pudieron revertir el resultado y ganaron el encuentro, y luego, el 9 de abril y como local, el equipo venció con autoridad 3 a 0 y pudo consagrarse campeón de la división.
A pesar de haber sido campeón no contó con recursos suficientes como para afrontar la participación en la máxima categoría y nuevamente disputó la Serie A2. En la temporada 2019 terminó la primera ronda con seis victorias en diez partidos, avanzando de ronda. En segunda ronda integró un cuadrangular en Catamarca con San Lorenzo de Buenos Aires, Ateneo Mariano Moreno de Catamarca y Once Unidos de Mar del Plata. Ganó dos de tres partidos y avanzó de ronda. En tercera ronda disputó un triangular en San Juan ante el local UVT, Tucumán de Gimnasia y San Lorenzo de Alem, Catamarca. Fue el mejor de ese cuadrangular y avanzó a semifinales, donde se enfrentó en una serie al mejor de tres partidos, disputando como local el segundo y tercer partido (de ser necesario), ante Policial de Formosa. Como visitante Jujuy ganó el primer partido 3 a 1 (25-19, 21-25, 25-22, 25-20) y como local cerró la serie 3 a 2 (12-25, 25-11, 25-13, 20-25, 15-10), y logró nuevamente el ascenso a la máxima división. En la final se enfrentó a Ateneo Mariano Moreno, equipo que contó con ventaja de localía y por ello el primer encuentro fue en Jujuy. En el Estadio Federación de Básquet de Jujuy y ante más de dos mil personas, y tras ir ganando 2 a 0, Jujuy perdió el primer partido 2 a 3 (25-18, 28-26, 26-28, 21-25, 10-15). El segundo partido de la final lo volvió a ganar Ateneo (3 a 0; 25-23, 25-23 y 25-20) y con ello Jujuy fue subcampeón.

## Datos del equipo
En torneos nacionales
- Temporadas en primera división: 1 (2011-12)
  - Mejor puesto en la liga: 12.° fase regular, último; descendió
- Participaciones en Copa ACLAV: 1 (2011)

- Temporadas en segunda división: 6 (2009-10 a 2010-11, 2012-13, 2017, 2018, 2019)
  - Mejor puesto en la liga: campeón (2018)

## Jugadores destacados
| Equipo campeón 2018 - Sabino Roldan - Franco Olariaga - Marcos Soncini - José Luis Linares - Nicolás Sánchez - Nicolás Grané - Tomás Steeman - Paul Muro - Mariano Muro - Gustavo Toloba - Rodrigo Soria - Ignacio Soraire - Lucas González - Mateo Federico - Damian Martínez - Santiago López | Equipo subcampeón 2019 - Nahuel Camacho - Rodrigo Soria - Paul Muro - Nicolás Sánchez - Franco Olariaga - José Linares - Nicolás Grané - Tomás Steeman - Francisco Gandaria - Tomás Rodríguez - Tomás Hernández - Mariano Muro |

## Entrenadores
- Carlos Muro (2009 a 2013)
- Miguel Juárez (desde 2017)

## Palmarés
Campeón de la segunda división: 2018
Subcampeón de la segunda división: 2019